# Mémorial d'Automne
Le Mémorial d'Automne est une course cycliste française disputée à Chasseneuil-sur-Bonnieure, dans le département de la Charente. Créée en 1998, elle est organisée par la section cyclisme de l'UA La Rochefoucauld. 
Cette compétition fait partie du calendrier national de la Fédération française de cyclisme. 

## Palmarès
| Année                | Vainqueur        | Deuxième            | Troisième            |
| -------------------- | ---------------- | ------------------- | -------------------- |
| Grand Prix d'Automne |                  |                     |                      |
| 1998                 | Fabrice Vigier   | Pascal Berger       | Jacek Bodyk          |
| 1999                 | Cyrille Delias   | Christophe Dupèbe   | Loïc Herbreteau      |
| 2000                 | Sébastien Bordes | Yvan Sartis         | Jérôme Bonnace       |
| 2001                 | Benoît Luminet   | Loïc Herbreteau     | Cédric Jourdan       |
| 2002                 | Jacek Morajko    | Benoît Luminet      | William Bonnet       |
| 2003                 | Denis Kudashev   | Freddy Ravaleu      | Stéphane Arassus     |
| 2004                 | Tony Cavet       | Stéphane Bonsergent | Frédéric Mille       |
| 2005                 | Denis Kudashev   | Sylvain Cheval      | Guillaume Le Floch   |
| 2006                 | Nicolas Rousseau | Nicolas Baldo       | Jean-Luc Delpech     |
| 2007                 | Pierre Cazaux    | Yvan Sartis         | Jean-Luc Delpech     |
| 2008                 | Alo Jakin        | Tony Cavet          | Nicolas Jouanno      |
| 2009                 | Loïc Desriac     | Simon Lebrun        | Yannick Marié        |
| 2010                 | Yann Moritz      | Romain Guillemois   | Sylvain Déchereux    |
| 2011,                | Théo Vimpère     | Kévin Pigaglio      | Anthony Maldonado    |
| 2012                 | Mickaël Larpe    | Stéphane Reimherr   | Romain Leroy         |
| 2013                 | Mickael Olejnik  | Yohan Cauquil       | Maxime Mayençon      |
| 2014                 | annulé           | annulé              | annulé               |
| Mémorial d'Automne   |                  |                     |                      |
| 2015                 | Mickaël Larpe    | Willy Perrocheau    | Loïc Herbreteau      |
| 2016                 | Samuel Plouhinec | Mickaël Larpe       | Clément Saint-Martin |
| 2017                 | Théo Menant      | Lucien Capot        | Willy Perrocheau     |
| 2018                 | Fabio Do Rego    | Ronan Racault       | Jean-Lou Watrelot    |
| 2019                 | Kévin Besson     | Yoann Paillot       | Nicolas Thomasson    |
| 2020                 | Clément Carisey  | Maxime Rio          | Antonin Souchon      |
| 2021                 | Fabien Schmidt   | Béranger Brossel    | Luca De Vincenzi     |
| 2022                 | Lucas Boniface   | Antonin Souchon     | Nicola Marcerou      |
| 2023                 | Luca De Vincenzi | Gabriel Peyencet    | Quentin Cowan        |
| 2024                 | Tom Mainguenaud  | Edgar Laurensot     | Ludovic Morice       |